# Christen Moesgaard-Kjeldsen
Christen Moesgaard-Kjeldsen (født 20. oktober 1869 i Aarhus-bydelen Vejlby, død 9. april 1935 i Herning) var en dansk godsejer og politiker. 
Efter praktisk uddannelse ved landbruget blev han kandidat fra Landbohøjskolen. I en periode arbejdede han i Brasilien, derpå som lærer ved Dalum Landbrugsskole, inden han påbegyndte et langt liv som praktiserende landmand. Han drev for Østifternes Kreditforening et par større gårde på Lolland, bl.a. Lidsø, som han ejede i 1896-1935.
Moesgaard-Kjeldsen var aktiv i landbrugets organisationer, først lokalt, senere i bestyrelsen for De samvirkende danske Landboforeninger. Han engagerede sig politisk i Det radikale Venstre, blev 1913 valgt til Folketinget for Fredensborgkredsen og sad på tinge indtil 1920. Han var medlem af Landbokommissionen, der blev nedsat 1911. Bl.a. var han ordfører i behandlingen af lov om fæstegodsets overgang til selveje, ligesom han tog et for en landmand uvant standpunkt, da han gik ind for grundskyldsbeskatning (hvor kun grundværdien var beskatningsgrundlag), i stedet for den sædvanligvis mere gårdejervenlige ejendomsskyld, hvor hele ejendommens værdi var grundlag for beskatningen.
Moesgaard-Kjeldsen kom i modsætningsforhold til Det radikale Venstres ledelse i særdeleshed i spørgsmålet Nordslesvig og grænsedragningen. Konsekvensen blev fuldstændig marginalisering af Moesgaard-Kjeldsen og sluttelig eksklusion af partiet. Herefter lagde han sin energi i landbrugspolitisk arbejde og blev i 1930'erne aktiv i Landbrugernes Sammenslutning, L.S.
Han var desuden medlem af Rødby Byråd 1906-13, af Jernbanerådet 1915-20, formand for Ernæringsrådet og tilsynsmand ved Landbohøjskolen fra 1916.
Han er begravet i Rødby. I Rødby Fjord Mindepark er der rejst en mindesten med medaljon over ham (her staves fornavnet Chresten).